# HMS Aspö (M63)
HMS Aspö (M63) var en minsvepare i svenska flottan av Arkö-klass. Fartyget såldes 1991 och strandade sedan vid Alholmsudd i norra delen av Stora Värtan någon gång i slutet av 1990-talet. Sjöfartsverket noterade detta vrak i notis 1045 som finns listat i årsregistret 1999 av Underrättelser för sjöfarande. Kring 2006 gjordes försök att få tag på ägaren för att förmå denne att frakta bort vraket, men ägaren har inte gått att nå. Vraket skadades ytterligare av att delarna ovanför vattenytan brann den 25 februari 2013. År 2019 låg vraket fortfarande kvar på samma plats, och det förfaller mer och mer allt eftersom åren går.

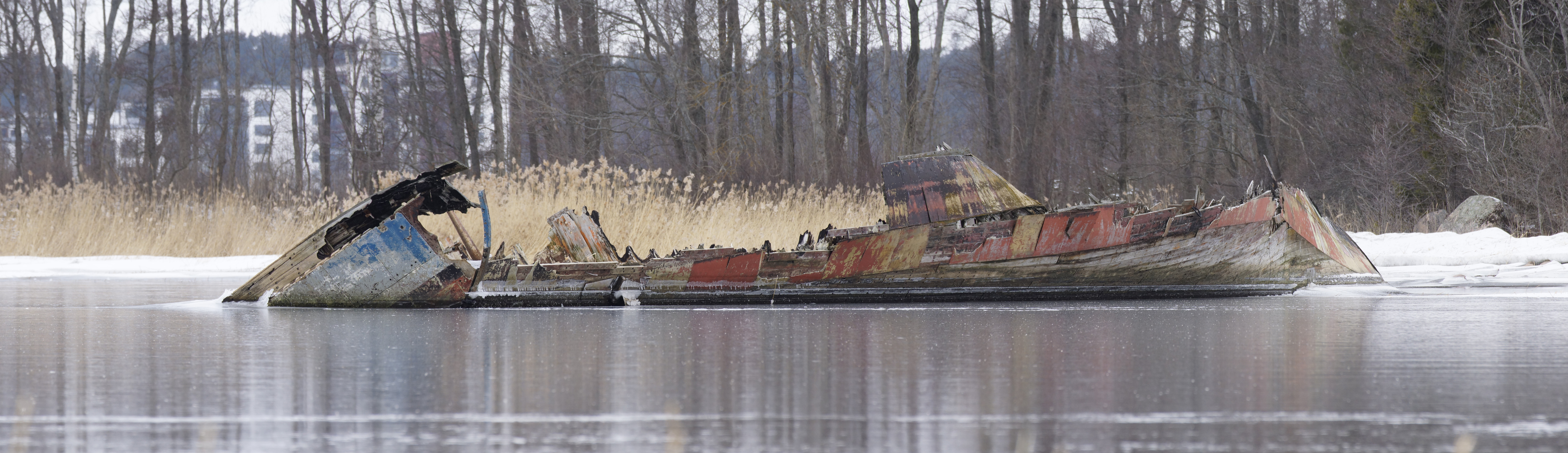
HMS Aspö, februari 2017.

| Aspös vapen |  | Aspö lägger ut minsvep. |
| Aspös vapen |  | Aspö lägger ut minsvep. |